# Tolui Khan

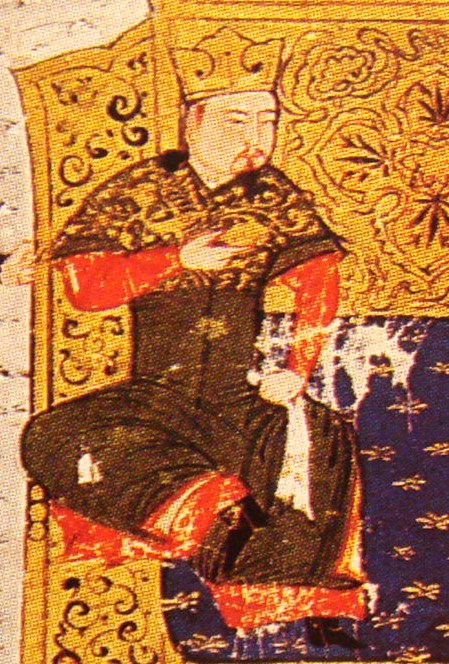
Zeichnung Tolujs von Raschidoddin Hamadani

Tolui Khan, auch Touli oder Tolui Chan (mongolisch ᠲᠤᠯᠤᠢ kyrillisch Толуй; chinesisch 拖雷 Tuōléi, * um 1191; † 1232) war der vierte Sohn von Dschingis Khan. Er war ein Sohn von Börte, der Hauptfrau Dschingis Khans.

## Leben
Tolui wurde bei der Erbteilung (ca. 1218, nach einem Streit der Prinzen) vom Vater zum Ratgeber seines Bruders Ögedei Khan und zum Orda-Odchigin bestimmt, d. h. dem Bewahrer der Lager und der Stammlande in der Mongolei. Er nahm mehrfach an der Seite seines Vaters an den Feldzügen gegen die Jin-Dynastie und das Reich der Choresm-Schahs teil.
Dschingis Khan hatte sich bei der Wahl seines Nachfolgers gegen Toluis militärische Fähigkeiten und für Ögedeis politische Fähigkeiten entschieden. 1227, nach dem Tod seines Vaters, übernahm Tolui die Regentschaft bis zur Wahl des neuen Großchans Ögedei Khan 1229. Trotzdem soll er vor der Wahl mit seinem Bruder um die Würde des Großchans konkurriert haben und dabei von Ögedeis Ratgeber Yelü Chucai überspielt worden sein.
Im Jahr 1231/2 stellte Tolui seine militärischen Fähigkeiten unter Beweis, als er die Truppen anführte, die in kräftezehrenden Gefechten die Verteidigungsstellungen der Jin-Dynastie am Gelben Fluss umgingen.
Nach der Geheimen Geschichte der Mongolen opferte Tolui sich 1232 während des Feldzuges in Nordchina selbst, um Ögedei vor dem drohenden Tod durch eine Krankheit zu beschützen. Die Krankheit soll dabei zeremoniell auf ihn übertragen worden sein. Chinesischen Quellen zufolge starb er aber erst nach seiner Heimkehr in die Mongolei und Dschuwaini sprach von Tod durch Trunksucht.
Er war mit der Keraitin Sorkhatani Beki verheiratet und Vater von Möngke Khan, Kublai Khan, Hülegü und Arigkbugha.

## Auswirkungen
Die Rivalitäten zwischen seinen Söhnen und denen Dschötschis auf der einen Seite und denen Ögedeis und Gujuks auf der anderen Seite führten in den 1240ern zu einer Zeit der Stagnation im Reich der Mongolen. Spätere Machtkämpfe zwischen seinen Söhnen Kublai Khan und Arigkbugha (wie der Toluidische Bürgerkrieg in den frühen 1260er Jahren) führten zu Kriegen zwischen den Teilherrschern und zur endgültigen Aufspaltung des Reichs.